# Buddy Roberts
Dale Hey (* 16. Juni 1945 in Del City, Oklahoma; † 29. November 2012 in Chicago, Illinois) war ein US-amerikanischer Wrestler, der aus Kanada stammte. Er wurde unter dem Ringnamen Buddy Roberts bekannt und war eines der Gründungsmitglieder des Tag Teams The Fabulous Freebirds.

## Biografie
Dale Hey wuchs in Vancouver (British Columbia) auf. Er begann 1965 unter dem Namen Dale Valentine zu wrestlen und wurde als Bruder von Johnny Valentine eingeführt. Um 1970 änderte er seinen Namen in Buddy Roberts und gründete das Tag Team „Hollywood Blonds“ mit Jerry Brown. Die beiden gewannen zahlreiche regionale Titel in den USA.
In den späten 1970ern schloss er sich mit Michael Hayes und Terry Gordy zum Tag Team „The Fabulous Freebirds“ zusammen. Seinen Spitznamen „Jack“ erhielt er wegen seiner Vorliebe für Whiskey der Marke Jack Daniel’s.

### World Class Championship Wrestling
Als die Freebirds 1982 zu World Class Championship Wrestling (WCCW) wechselten, gewannen sie zahlreiche Titel und hatten eine lange Fehde mit der Von-Erich-Familie. Hey selbst fehdete meist gegen Chris Adams, einen der Publikumslieblinge der WCCW.
Im Rahmen einer Storyline hatte Hey einen großen Auftritt in einem Hair-vs.-Hair-Match gegen Iceman Parsons, das darin resultierte, das ihm eine Glatze rasiert wurde. Er trug deshalb jahrelang eine schlechtsitzende Perücke, die von einem Kopfschutz aus dem Boxen gehalten wurde. Dies entwickelte sich zu einem seiner Markenzeichen.
Beim SuperClash 1985 half Hey seinen Tag-Team-Partnern die AWA-Tag-Team-Titel von den Road Warriors zu erhalten, doch der Ausgang des Matchs wurde später gestrichen.

### Universal Wrestling Federation
1986 wechselte er mit den Freebirds zur Universal Wrestling Federation, wo er als Einzelwrestler den Television Title erhielt. Später musste er ihn an Savannah Jack abgeben.

### Rückkehr zu World Class Championship Wrestling
1987 lösten sich die Freebirds kurzzeitig auf. Hey und Gordy schlossen sich mit Iceman Parsons zusammen und fehdeten gegen ihren ehemaligen Anführer Michael Hayes, der sich mit den Von Erichs verbündet hatte. 1988 wechselten Hayes und Gordy zur Mid-Atlantic Championship Wrestling.

### Ruhestand und Tod
Hey trat in der NWA als Manager von Hayes und Jimmy Garvin in einem Match gegen Steve Armstrong und Tracy Smothers auf, zog sich dann jedoch aus dem Wrestling zurück und beendete 1990 seine Karriere.
Während seines Ruhestands erkrankte Hey an Rachenkrebs und musste operiert werden. Seitdem war er auf eine Stimmprothese angewiesen. Auf der Website WWE.com engagierte er sich gegen das Rauchen. Er starb am 29. November 2012 im Alter von 67 Jahren.

## Wrestling-Titel
- Cauliflower Alley Club
  - Other honoree (2003)

- Continental Wrestling Association
  - AWA Southern Tag Team Championship (1×) – mit Jerry Brown[7]

- Championship Wrestling from Florida
  - NWA Florida Tag Team Championship (2×) – mit Jerry Brown[8]

- Mid-Atlantic Championship Wrestling
  - NWA Mid-Atlantic Tag Team Championship (1×) – mit Jerry Brown[9]

- New Japan Pro-Wrestling
  - NWA North American Tag Team Championship (Los Angeles/Japan version) (1×) – mit Jerry Brown[10]

- NWA Big Time Wrestling / World Class Championship Wrestling / World Class Wrestling Association
  - NWA Texas Heavyweight Championship (1×)[11]
  - NWA World Six-Man Tag Team Championship (Texas version) (6×) – mit Michael Hayes & Terry Gordy (5×) und mit Iceman Parsons & Terry Gordy (1×)[12]
  - WCCW Television Championship (1×)[13]
  - WCWA World Six-Man Tag Team Championship (1×) – mit Michael Hayes & Terry Gordy[12]

- NWA Hollywood Wrestling
  - NWA Americas Tag Team Championship (4×) – mit Jerry Brown[14]

- NWA Tri-State / Mid-South Wrestling Association / Universal Wrestling Federation
  - NWA United States Tag Team Championship (Tri-State version) (3×) – mit Jerry Brown[15]
  - Mid-South Tag Team Championship (1×) – mit Terry Gordy[16]
  - UWF World Television Championship (1×)[3]

- Southern Pro Wrestling
  - SPW Arkansas Heavyweight Championship (1×)

- Southwest Championship Wrestling
  - SCW Southwest Television Championship (2×)[17]
  - SCW Southwest Heavyweight Championship (1×)[18]

- Wrestling Observer
  - Match of the Year 1984 (mit Terry Gordy und Michael Hayes vs. the Von Erichs (Kerry, Kevin, und Mike) in einem Anything Goes match am 4. Juli)
  - Tag Team of the Year 1980 (mit Michael Hayes und Terry Gordy als The Fabulous Freebirds)